# Бициклизам на Летњим олимпијским играма 1896 — писта 100 километара за мушкарце
Трка на 100 километара на писти (велодрому) је једна од дисцилна у бициклизму. Стаза велодрома Neo Phaliron била је дуга 333,3 метра, тако да је требало возити 300 кругова. Трка је одржана 8. априла. Учествовало је 9 такмичара из 5 земаља.

## Земље учеснице
- Аустрија (1)
- Француска  (1)
- Немачко царство (4)
- Уједињено Краљевство (1)
- Грчка {2}

## Освајачи медаља
|                       |                      |      |
| Леон Фламан Француска | Јоргос Колетис Грчка | нико |

## Коначан пласман
| Место | Бициклиста                          | Држава           |
| ----- | ----------------------------------- | ---------------- |
|       | Леон Фламан · Француска             | 3:08:19,2        |
|       | Јоргос Колетис Грчка                | непознат         |
| –     | Бернард Кнубел · Немачко царство    | Одустао на 41 км |
| –     | Теодор Лојполд · Немачко царство    | Одустао на 31 км |
| –     | Едвард Бател · Уједињено Краљевство | Одустао на 17 км |
| –     | Аристидис Константинидис Грчка      | Одустао на 16 км |
| –     | Јозеф Роземајер · Немачко царство   | није завршио     |
| –     | Адолф Шмал Аустрија                 | није завршио     |
| –     | Јозеф Велценбахер · Немачко царство | није завршио     |

Девет бициклиста је започело трку, али су само двјица завршила. Победник, Леон Фламан је пао у току трке, али је наставио и освојио златну медаљу. Грк Јоргос Колетис је завршило 289 кругова у том тренутку, а завршио прилично брзо после Фламамнга.